# Kétsoprony
Kétsoprony este un sat în districtul Békéscsaba, județul Békés, Ungaria, având o populație de 1.452 de locuitori (2011). 

## Demografie
Componența etnică a satului Kétsoprony
     Maghiari (77,15%)
     Slovaci (22,05%)
     Necunoscut (0,25%)
     Alții (0,55%)
Componența confesională a satului Kétsoprony
     Romano-catolici (60,26%)
     Fără religie (11,5%)
     Luterani (8,47%)
     Reformați (3,24%)
     Necunoscută (16,32%)
     Greco-catolici (0,21%)
     Alte religii (0,21%)
Conform recensământului din 2011, satul Kétsoprony avea 1.452 de locuitori. Din punct de vedere etnic, majoritatea locuitorilor (77,15%) erau maghiari, cu o minoritate de slovaci (22,05%). Apartenența etnică nu este cunoscută în cazul a 0,25% din locuitori.  Din punct de vedere confesional, majoritatea locuitorilor (60,26%) erau romano-catolici, existând și minorități de persoane fără religie (11,5%), luterani (8,47%) și reformați (3,24%). Pentru 16,32% din locuitori nu este cunoscută apartenența confesională.